# 江西省宁都中学
江西省宁都中学是中華人民共和國江西省的一所全日制公辦高級中學。位于该省赣州市宁都县。是江西省重點中學之一。

## 历史沿革
1911年辛亥革命后，中国各地兴起了废科举、办新学的思潮。在这样的背景下，1913年，宁都县立中学应运而生，校址在梅江书院,由宁都州官立高等小学堂改办。邱壁于民国二年（1914年）从省城回到宁都，之后将学校改制为江西省立第九中学，并将学校迁入县考棚办学。民国十六年（1927年），学校再度易名为江西省立宁都中学，此后，学校曾易名为省立宁都乡村师范初中部、宁都县立中学，1949年，中国人民解放军占领宁都县以后，甫成立的宁都县人民政府将学校更名为江西省立宁都联合中学。1953年，再度更名为宁都县初级中学，1956年，改今名江西省宁都中学。1978年，宁都中学被赣州地区列为地、县两级重点中学。

## 知名校友
- 段元星——曾录取成为北京天文台研究员，当选第五届全国政协委员。1975年8月30日用肉眼在夜空中发现在天鹅座中出现了一颗新星，其报告文学《探索星空奥秘的年轻人》，被选入1979年至1983年的全国初中语文课本[5]